# Грабовка (Парчівський повіт)
Грабовка (пол. Grabówka, Ґрабувка) — село в Польщі, у гміні Подедвуже Парчівського повіту Люблінського воєводства. Населення — 58 осіб (2011).

## Історія
Населення Заліща належало до української етнографічної групи хмаків.
За даними етнографічної експедиції 1869—1870 років під керівництвом Павла Чубинського, у селі переважно проживали греко-католики, які розмовляли українською мовою.
Як звітував командир сотні УПА Іван Романечко («Ярий»), 16 червня 1946 року польська банда Армії Крайової чисельністю 18 осіб пограбувала в селі українців і виганяла їх «за Буг».
У 1975—1998 роках село належало до Білопідляського воєводства.

## Населення
Демографічна структура станом на 31 березня 2011 року:
|          | Загалом | Допрацездатний вік | Працездатний вік | Постпрацездатний вік |
| -------- | ------- | ------------------ | ---------------- | -------------------- |
| Чоловіки | 27      | 3                  | 17               | 7                    |
| Жінки    | 31      | 5                  | 14               | 12                   |
| Разом    | 58      | 8                  | 31               | 19                   |